# RK Gračanica
Le RK Gračanica est un club de handball basé à Gračanica en Bosnie-Herzégovine.

## Palmarès
Compétitions nationales
- Championnat de Bosnie-Herzégovine (1) : 2001